# 1994-es labdarúgó-világbajnokság
Az 1994-es labdarúgó-világbajnokság a futball történetének 15. világbajnoksága volt. A vb házigazdája az Egyesült Államok volt. A világbajnoki címet Brazília válogatottja szerezte meg, miután a döntőben tizenegyesekkel legyőzte Olaszországot. Ez volt az első döntő amelyben nem született gól, valamint az első ami büntetőkkel dőlt el.
A FIFA 1988-ban döntött arról, hogy az Amerikai Egyesült Államok rendezheti meg a világbajnokságot. Marokkót és Brazíliát előzték meg a szavazáson.
A torna lebonyolítási rendszere megegyezett a megelőző olaszországi világbajnokságéval. A 24 csapatot 6 darab négyfős csoportba osztották, amin belül mindenki játszott mindenkivel. A 16 csapatos egyenes kieséses rendszerbe minden csoportból az első két helyezett, illetve a legjobb négy harmadik helyezett jutott. Ez volt az utolsó ilyen rendszerű világbajnokság, hiszen 1998-tól már 32 csapat vesz részt a tornán.
Ez volt az első világbajnokság, ahol a csoportmérkőzések során a győzelemért 3 pont járt.
Az orosz Oleg Szalenko ezen a tornán elsőként ért el 5 gólt egy világbajnoki mérkőzésen. Az Argentína-Görögország mérkőzés után Diego Maradona doppingtesztje kokaint mutatott ki a szervezetében, ezért ő lett az első játékos akit a FIFA eltiltott a világbajnokságon való további részvételtől. Nélküle a legutóbbi két világbajnokságon döntős argentinok meglepetésre a nyolcaddöntőben búcsúztak Románia ellen.
Több nagy meglepetés is született ezen a tornán, többek között a gólkirályi címig is jutó Hriszto Sztoicskov vezette Bulgária 4.helyezése, vagy a "Kárpátok Maradonája", Gheorghe Hagi-féle román csapat legjobb 8 közé jutása, de az újonc Szaúd-Arábia is továbbjutott csoportjából többek között Belgium-ot megelőzve.

## A házigazdák
Az Egyesült Államok ekkor rendezett először labdarúgó-világbajnokságot. Az amerikai futball elterjedtségének köszönhetően nem kellett a rendezőknek nagy pénzügyi erőforrásokat mozgósítania, mivel a két sportág hasonló infrastruktúrát követelt.

## Selejtező

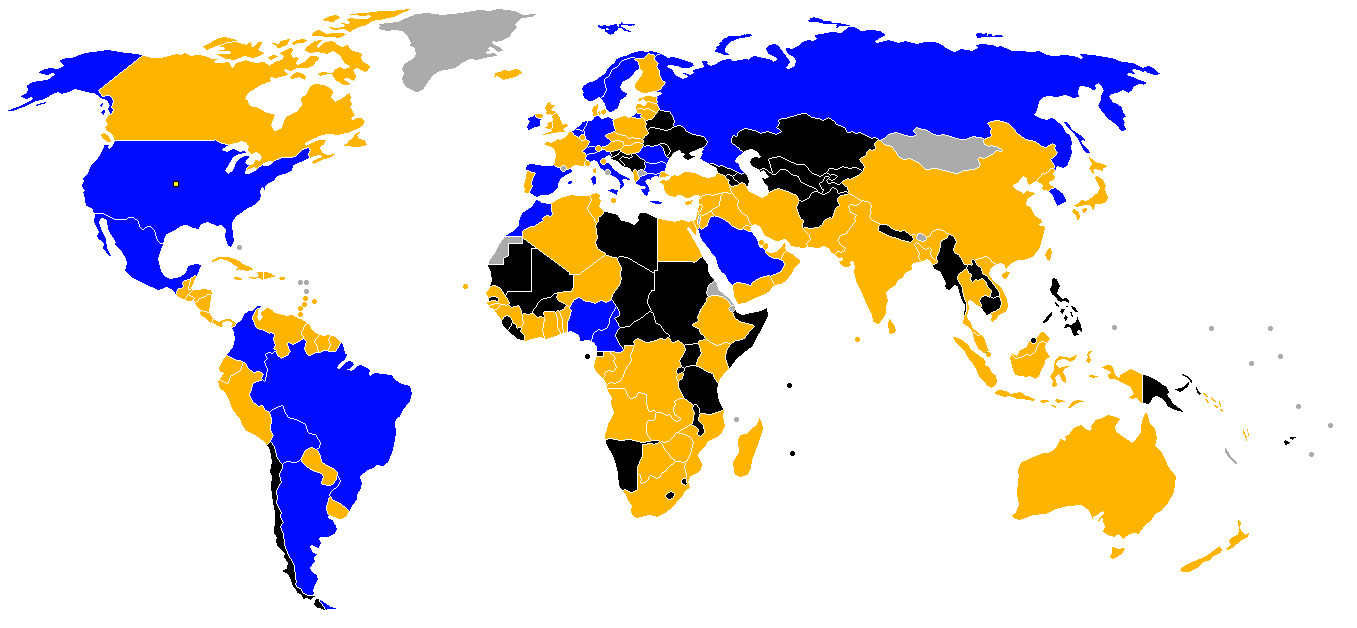

A selejtezőkre 147 ország labdarúgó-szövetsége adta be nevezését, a végső tornán 24 csapat vehetett részt. A rendező Egyesült Államok és a címvédő Németország (NSZK) automatikusan résztvevője volt a tornának.
Először vehetett részt a tornán Görögország, Nigéria és Szaúd-Arábia válogatottja. Németország az ország újraegyesítése után ismét egyesített válogatottal szerepelt. Afrika ezen a tornán képviseltethette magát először három nemzeti csapattal. Először fordult elő, hogy a futball alapítói, a britek egy országa sem jutott ki a világbajnokságra.
A következő csapatok vettek részt az 1994-es labdarúgó-világbajnokságon
| AFC (2) - Dél-Korea - Szaúd-Arábia CAF (3) - Kamerun - Marokkó - Nigéria CONCACAF (2) - Mexikó - Egyesült Államok (rendező) CONMEBOL (4) - Argentína - Bolívia - Brazília - Kolumbia | OFC (0) - egy sem UEFA (13) - Belgium - Bulgária - Görögország - Hollandia - Írország - Németország (címvédő) - Olaszország - Oroszország - Norvégia - Románia - Spanyolország - Svájc - Svédország |

## A közvetítés
A világbajnokságot Vitray Tamás, Faragó Richard és Knézy Jenő közvetítette. A döntőt is kommentáló Vitraynak ez volt az utolsó vb-közvetítése, Faragó Richardnak viszont az első.

## Helyszínek
Összesen kilenc helyszínen rendezték a mérkőzéseket.  
| Pasadena, Kalifornia     | Stanford, Kalifornia | Pontiac, Michigan | East Rutherford, New Jersey |
| ------------------------ | --- | --- | --- |
| Rose Bowl                | Stanford Stadion | Pontiac Silverdome | Giants Stadion |
| Befogadóképesség: 94,194 | Befogadóképesség: 84,147 | Befogadóképesség: 77,557 | Befogadóképesség: 76,322 |
|                          | | | |
| Dallas, Texas            | Pasadena Pontiac Stanford East Rutherford Orlando Chicago Dallas Foxborough Washington D.C. Pozíció az Egyesült Államok térképén | Pasadena Pontiac Stanford East Rutherford Orlando Chicago Dallas Foxborough Washington D.C. Pozíció az Egyesült Államok térképén | Pasadena Pontiac Stanford East Rutherford Orlando Chicago Dallas Foxborough Washington D.C. Pozíció az Egyesült Államok térképén |
| Cotton Bowl              | Pasadena Pontiac Stanford East Rutherford Orlando Chicago Dallas Foxborough Washington D.C. Pozíció az Egyesült Államok térképén | Pasadena Pontiac Stanford East Rutherford Orlando Chicago Dallas Foxborough Washington D.C. Pozíció az Egyesült Államok térképén | Pasadena Pontiac Stanford East Rutherford Orlando Chicago Dallas Foxborough Washington D.C. Pozíció az Egyesült Államok térképén |
| Befogadóképesség: 64,000 | Pasadena Pontiac Stanford East Rutherford Orlando Chicago Dallas Foxborough Washington D.C. Pozíció az Egyesült Államok térképén | Pasadena Pontiac Stanford East Rutherford Orlando Chicago Dallas Foxborough Washington D.C. Pozíció az Egyesült Államok térképén | Pasadena Pontiac Stanford East Rutherford Orlando Chicago Dallas Foxborough Washington D.C. Pozíció az Egyesült Államok térképén |
|                          | Pasadena Pontiac Stanford East Rutherford Orlando Chicago Dallas Foxborough Washington D.C. Pozíció az Egyesült Államok térképén | Pasadena Pontiac Stanford East Rutherford Orlando Chicago Dallas Foxborough Washington D.C. Pozíció az Egyesült Államok térképén | Pasadena Pontiac Stanford East Rutherford Orlando Chicago Dallas Foxborough Washington D.C. Pozíció az Egyesült Államok térképén |
| Chicago, Illinois        | Orlando, Florida | Foxborough, Massachusetts | Washington D.C. |
| Soldier Field            | Citrus Bowl | Foxboro Stadium | Robert F. Kennedy Memorial Stadion                                                                                               |
| Befogadóképesség: 63,160 | Befogadóképesség: 62,387 | Befogadóképesség: 54,456 | Befogadóképesség: 53,121 |
|                          | | | |

## Kabala

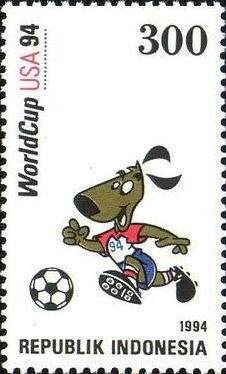
Striker

A világbajnokság kabalája Striker volt, aki egy kutya az amerikai nemzeti színeknek megfelelően fehér, piros és kék színű mezben. A kabalafigurát a Warner Bros. tervezte.

## Játékvezetők
A világbajnoki labdarúgó-torna előtt a FIFA Játékvezető Bizottsága Dallasban rendezte meg a szokásos edzőtáborát. Az edzőtáborba 24 játékvezető és 26 partbíró kapott meghívást. Európából 11 játékvezető és 10 partbíró. A fizikai, Cooper teszt összetétele a következő: 2x50 méteres, 2x400 méteres futás, valamint a 12 perces futás, amelynek minimuma 2 700 méter. A tábor vezetője az olasz Paolo Casarin, a FIFA JB elnöke volt. Palotai Károly, a FIFA JB elnökségének tagja a technikai szabálysértésekről tartott előadást. A játékvezetők és segítőik tevékenységük alatt háromféle, háromszínű mezt viseltek.
A torna végső küzdelmein 24 játékvezetőt és 22 partbírót foglalkoztattak. A játékvezetők mérkőzésvezetést és 4., tartalékbírói feladatokat láttak el, a partbírók pedig sajátos feladatoknak tettek eleget. Egyedül az Olasz labdarúgó-szövetséget képviselte kettő bíró és egy partbíró, a többi nemzetet általában egy bíró és egy partbíró, illetve csak játékvezető és csak partbíró képviselte. A legtöbb játékvezető (12) és partbíró (10) Európából illetve Dél-Amerikából (6 játékvezető és 4 asszisztens) érkezett.
| Európa - Luc Matthys - Puhl Sándor - Márton Sándor - Bo Karlsson - Mikael Everstig - Hellmut Krug - Tapio Yli-Karro - Kurt Röthlisberger - Michał Listkiewicz - Valentyin Valentyinovics Ivanov - Joël Quiniou - Manuel Díaz Vega - Mario van der Ende - Jan Dolstra - Peter Mikkelsen - Carl Christensen - Fabio Baldas - Domenico Ramicone - Pierluigi Pairetto - Philip Don - Roy Pearson - Leslie Mottram Ausztrália - Gordon Dunster - Eugene Brazzale | Afrika - Nezsi Zsujni - Hassan Abdel-Magid - El Jilali Rharib - Lim Kee Chong Ázsia - Ali Búdzsszajm - Dzsamál as-Saríf - Júszif al-Gattán - Mohammad Fanáji - Pak Hejong Észak-Amerika - Arturo Angeles Közép-Amerika - Arturo Brizio Carter - Douglas Micael James - Raimundo Calix Garcia - Rodrigo Badilla Dél-Amerika - Francisco Lamolina - Ernesto Taibi - Venancio Zárate - Renato Marsiglia - Paulo Jorge Alves - Ernesto Filippi - José Torres Cadena - Alberto Tejada Noriega |

## Csoportkör
Egy győzelem 3 pontot ért, egy döntetlen 1 pontot ért. A sorrendről a pontszám után a jobb gólkülönbség, majd a több szerzett gól, ezek egyenlősége esetén az egymás elleni eredmény döntött.
| Jelmagyarázat                                                  |
| -------------------------------------------------------------- |
| Az egyenes kieséses szakaszba az első két helyen bejutott.     |
| Az egyenes kieséses szakaszba harmadik helyezettként bejutott. |
| Kiesett.                                                       |

### A csoport
| Hely. | Csapat               | M | Gy | D | V | G+ | G– | Gk | P | Továbbjutás                                |
| ----- | -------------------- | - | -- | - | - | -- | -- | -- | - | ------------------------------------------ |
| 1.    | Románia              | 3 | 2  | 0 | 1 | 5  | 5  | 0  | 6 | Továbbjutott az egyenes kieséses szakaszba |
| 2.    | Svájc                | 3 | 1  | 1 | 1 | 5  | 4  | +1 | 4 | Továbbjutott az egyenes kieséses szakaszba |
| 3.    | Egyesült Államok (R) | 3 | 1  | 1 | 1 | 3  | 3  | 0  | 4 | Továbbjutott az egyenes kieséses szakaszba |
| 4.    | Kolumbia             | 3 | 1  | 0 | 2 | 4  | 5  | −1 | 3 |                                            |

| 1994. június 18. 11:30 (17:30) |

| Egyesült Államok | 1–1                         | Svájc     |
| ---------------- | --------------------------- | --------- |
| Wynalda 45'      | (1–1) Jegyzőkönyv Részletek | Bregy 39' |

| Pontiac Silverdome, Pontiac Nézőszám: 73 425 Játékvezető: Francisco Lamolina (argentin) |

| 1994. június 18. 16:30 (1:30) |

| Kolumbia     | 1–3                         | Románia                    |
| ------------ | --------------------------- | -------------------------- |
| Valencia 43' | (1–2) Jegyzőkönyv Részletek | Răducioiu 15' 89' Hagi 34' |

| Rose Bowl, Pasadena Nézőszám: 91 856 Játékvezető: Dzsamál as-Saríf (szíriai) |

| 1994. június 22. 16:00 (22:00) |

| Románia  | 1–4                         | Svájc                                 |
| -------- | --------------------------- | ------------------------------------- |
| Hagi 35' | (1–1) Jegyzőkönyv Részletek | Sutter 16' Chapuisat 52' Knup 65' 72' |

| Pontiac Silverdome, Pontiac Nézőszám: 61 428 Játékvezető: Nezsi Zsujni (tunéziai) |

| 1994. június 22. 16:30 (1:30) |

| Egyesült Államok                | 2–1                         | Kolumbia     |
| ------------------------------- | --------------------------- | ------------ |
| Escobar 35' (öngól) Stewart 52' | (1–0) Jegyzőkönyv Részletek | Valencia 90' |

| Rose Bowl, Pasadena Nézőszám: 93 869 Játékvezető: Fabio Baldas (olasz) |

| 1994. június 26. 13:00 (22:00) |

| Svájc | 0–2                         | Kolumbia               |
| ----- | --------------------------- | ---------------------- |
|       | (0–1) Jegyzőkönyv Részletek | Gaviria 44' Lozano 90' |

| Stanford Stadion, Palo Alto Nézőszám: 83 401 Játékvezető: Peter Mikkelsen (dán) |

| 1994. június 26. 13:00 (22:00) |

| Egyesült Államok | 0–1                         | Románia      |
| ---------------- | --------------------------- | ------------ |
|                  | (0–1) Jegyzőkönyv Részletek | Petrescu 18' |

| Rose Bowl, Pasadena Nézőszám: 93 869 Játékvezető: Mario van der Ende (holland) |

### B csoport
| Hely. | Csapat      | M | Gy | D | V | G+ | G– | Gk | P | Továbbjutás                                |
| ----- | ----------- | - | -- | - | - | -- | -- | -- | - | ------------------------------------------ |
| 1.    | Brazília    | 3 | 2  | 1 | 0 | 6  | 1  | +5 | 7 | Továbbjutott az egyenes kieséses szakaszba |
| 2.    | Svédország  | 3 | 1  | 2 | 0 | 6  | 4  | +2 | 5 | Továbbjutott az egyenes kieséses szakaszba |
| 3.    | Oroszország | 3 | 1  | 0 | 2 | 7  | 6  | +1 | 3 |                                            |
| 4.    | Kamerun     | 3 | 0  | 1 | 2 | 3  | 11 | −8 | 1 |                                            |

| 1994. június 19. 16:30 (1:30) |

| Kamerun                 | 2–2                         | Svédország          |
| ----------------------- | --------------------------- | ------------------- |
| Embé 31' Omam-Biyik 47' | (1–1) Jegyzőkönyv Részletek | Ljung 8' Dahlin 75' |

| Rose Bowl, Pasadena Nézőszám: 93 194 Játékvezető: Alberto Tejada Noriega (perui) |

| 1994. június 20. 13:00 (22:00) |

| Brazília                       | 2–0                         | Oroszország |
| ------------------------------ | --------------------------- | ----------- |
| Romário 26' Raí 52' (11-esből) | (1–0) Jegyzőkönyv Részletek |             |

| Stanford Stadion, Palo Alto Nézőszám: 81 061 Játékvezető: Lim Kee Chong (mauritiusi) |

| 1994. június 24. 13:00 (22:00) |

| Brazília                                 | 3–0                         | Kamerun |
| ---------------------------------------- | --------------------------- | ------- |
| Romário 39' Márcio Santos 66' Bebeto 73' | (1–0) Jegyzőkönyv Részletek |         |

| Stanford Stadion, Palo Alto Nézőszám: 83 401 Játékvezető: Arturo Brizio Carter (mexikói) |

| 1994. június 24. 19:30 (1:30) |

| Svédország                           | 3–1                         | Oroszország            |
| ------------------------------------ | --------------------------- | ---------------------- |
| Brolin 37' (11-esből) Dahlin 59' 81' | (1–1) Jegyzőkönyv Részletek | Szalenko 4' (11-esből) |

| Pontiac Silverdome, Pontiac Nézőszám: 71 528 Játékvezető: Joël Quiniou (francia) |

| 1994. június 28. 13:00 (22:00) |

| Oroszország                                           | 6–1                         | Kamerun   |
| ----------------------------------------------------- | --------------------------- | --------- |
| Szalenko 15' 41' 44' (11-esből) 72' 75' Radcsenko 81' | (3–0) Jegyzőkönyv Részletek | Milla 46' |

| Stanford Stadion, Palo Alto Nézőszám: 74 914 Játékvezető: Dzsamál as-Saríf (szíriai) |

| 1994. június 28. 16:00 (22:00) |

| Brazília    | 1–1                         | Svédország       |
| ----------- | --------------------------- | ---------------- |
| Romário 46' | (0–1) Jegyzőkönyv Részletek | K. Andersson 23' |

| Pontiac Silverdome, Pontiac Nézőszám: 77 217 Játékvezető: Puhl Sándor (magyar) |

### C csoport
| Hely. | Csapat        | M | Gy | D | V | G+ | G– | Gk | P | Továbbjutás                                |
| ----- | ------------- | - | -- | - | - | -- | -- | -- | - | ------------------------------------------ |
| 1.    | Németország   | 3 | 2  | 1 | 0 | 5  | 3  | +2 | 7 | Továbbjutott az egyenes kieséses szakaszba |
| 2.    | Spanyolország | 3 | 1  | 2 | 0 | 6  | 4  | +2 | 5 | Továbbjutott az egyenes kieséses szakaszba |
| 3.    | Dél-Korea     | 3 | 0  | 2 | 1 | 4  | 5  | −1 | 2 |                                            |
| 4.    | Bolívia       | 3 | 0  | 1 | 2 | 1  | 4  | −3 | 1 |                                            |

| 1994. június 17. 14:00 (21:00) |

| Németország   | 1–0                         | Bolívia |
| ------------- | --------------------------- | ------- |
| Klinsmann 61' | (0–0) Jegyzőkönyv Részletek |         |

| Soldier Field, Chicago Nézőszám: 63 117 Játékvezető: Arturo Brizio Carter (mexikói) |

| 1994. június 17. 18:30 (1:30) |

| Spanyolország              | 2–2                         | Dél-Korea                          |
| -------------------------- | --------------------------- | ---------------------------------- |
| Salinas 51' Goikoetxea 55' | (0–0) Jegyzőkönyv Részletek | Hong Mjongbo 85' Szo Dzsongvon 90' |

| Cotton Bowl, Dallas Nézőszám: 56 247 Játékvezető: Peter Mikkelsen (dán) |

| 1994. június 21. 15:00 (22:00) |

| Németország   | 1–1                         | Spanyolország  |
| ------------- | --------------------------- | -------------- |
| Klinsmann 48' | (0–1) Jegyzőkönyv Részletek | Goikoetxea 14' |

| Soldier Field, Chicago Nézőszám: 63 113 Játékvezető: Ernesto Filippi (uruguayi) |

| 1994. június 23. 19:30 (1:30) |

| Dél-Korea | 0–0                   | Bolívia |
| --------- | --------------------- | ------- |
|           | Jegyzőkönyv Részletek |         |

| Foxboro Stadium, Foxborough Nézőszám: 54 453 Játékvezető: Leslie Mottram (skót) |

| 1994. június 27. 15:00 (22:00) |

| Bolívia        | 1–3                         | Spanyolország                             |
| -------------- | --------------------------- | ----------------------------------------- |
| E. Sánchez 67' | (0–1) Jegyzőkönyv Részletek | Guardiola 19' (11-esből) Caminero 66' 70' |

| Soldier Field, Chicago Nézőszám: 63 089 Játékvezető: Rodrigo Badilla |

| 1994. június 27. 15:00 (22:00) |

| Németország                  | 3–2                         | Dél-Korea                           |
| ---------------------------- | --------------------------- | ----------------------------------- |
| Klinsmann 12' 37' Riedle 20' | (3–0) Jegyzőkönyv Részletek | Hvang Szonhong 52' Hong Mjongbo 63' |

| Cotton Bowl, Dallas Nézőszám: 63 998 Játékvezető: Joël Quiniou (francia) |

### D csoport
| Hely. | Csapat      | M | Gy | D | V | G+ | G– | Gk  | P | Továbbjutás                                |
| ----- | ----------- | - | -- | - | - | -- | -- | --- | - | ------------------------------------------ |
| 1.    | Nigéria     | 3 | 2  | 0 | 1 | 6  | 2  | +4  | 6 | Továbbjutott az egyenes kieséses szakaszba |
| 2.    | Bulgária    | 3 | 2  | 0 | 1 | 6  | 3  | +3  | 6 | Továbbjutott az egyenes kieséses szakaszba |
| 3.    | Argentína   | 3 | 2  | 0 | 1 | 6  | 3  | +3  | 6 | Továbbjutott az egyenes kieséses szakaszba |
| 4.    | Görögország | 3 | 0  | 0 | 3 | 0  | 10 | −10 | 0 |                                            |

| 1994. június 21. 12:30 (18:30) |

| Argentína                                    | 4–0                         | Görögország |
| -------------------------------------------- | --------------------------- | ----------- |
| Batistuta 2' 44' 90' (11-esből) Maradona 60' | (2–0) Jegyzőkönyv Részletek |             |

| Foxboro Stadium, Foxborough Nézőszám: 54 456 Játékvezető: Arturo Angeles (amerikai) |

| 1994. június 21. 18:30 (1:30) |

| Nigéria                             | 3–0                         | Bulgária |
| ----------------------------------- | --------------------------- | -------- |
| Yekini 21' Amokachi 43' Amunike 55' | (2–0) Jegyzőkönyv Részletek |          |

| Cotton Bowl, Dallas Nézőszám: 44 132 Játékvezető: Rodrigo Badilla (costa rica-i) |

| 1994. június 25. 16:00 (22:00) |

| Argentína        | 2–1                         | Nigéria   |
| ---------------- | --------------------------- | --------- |
| Caniggia 21' 28' | (2–1) Jegyzőkönyv Részletek | Siasia 8' |

| Foxboro Stadium, Foxborough Nézőszám: 54 453 Játékvezető: Bo Karlsson (svéd) |

| 1994. június 26. 11:30 (18:30) |

| Bulgária                                                          | 4–0                         | Görögország |
| ----------------------------------------------------------------- | --------------------------- | ----------- |
| Sztoicskov 5' (11-esből) 55' (11-esből) Lecskov 65' Borimirov 90' | (1–0) Jegyzőkönyv Részletek |             |

| Soldier Field, Chicago Nézőszám: 63 160 Játékvezető: Ali Búdzsszajm (egyesült arab emírségekbeli) |

| 1994. június 30. 18:30 (1:30) |

| Argentína | 0–2                         | Bulgária                    |
| --------- | --------------------------- | --------------------------- |
|           | (0–0) Jegyzőkönyv Részletek | Sztoicskov 61' Szirakov 90' |

| Cotton Bowl, Dallas Nézőszám: 63 998 Játékvezető: Nezsi Zsujni (tunéziai) |

| 1994. június 30. 19:30 (1:30) |

| Görögország | 0–2                         | Nigéria                 |
| ----------- | --------------------------- | ----------------------- |
|             | (0–1) Jegyzőkönyv Részletek | George 45' Amokachi 90' |

| Foxboro Stadium, Foxborough Nézőszám: 53 001 Játékvezető: Leslie Mottram (skót) |

### E csoport
| Hely. | Csapat      | M | Gy | D | V | G+ | G– | Gk | P | Továbbjutás                                |
| ----- | ----------- | - | -- | - | - | -- | -- | -- | - | ------------------------------------------ |
| 1.    | Mexikó      | 3 | 1  | 1 | 1 | 3  | 3  | 0  | 4 | Továbbjutott az egyenes kieséses szakaszba |
| 2.    | Írország    | 3 | 1  | 1 | 1 | 2  | 2  | 0  | 4 | Továbbjutott az egyenes kieséses szakaszba |
| 3.    | Olaszország | 3 | 1  | 1 | 1 | 2  | 2  | 0  | 4 | Továbbjutott az egyenes kieséses szakaszba |
| 4.    | Norvégia    | 3 | 1  | 1 | 1 | 1  | 1  | 0  | 4 |                                            |

| 1994. június 18. 16:00 (22:00) |

| Olaszország | 0–1                         | Írország     |
| ----------- | --------------------------- | ------------ |
|             | (0–1) Jegyzőkönyv Részletek | Houghton 11' |

| Giants Stadion, East Rutherford Nézőszám: 75 338 Játékvezető: Mario van der Ende (holland) |

| 1994. június 19. 16:00 (22:00) |

| Norvégia   | 1–0                         | Mexikó |
| ---------- | --------------------------- | ------ |
| Rekdal 84' | (0–0) Jegyzőkönyv Részletek |        |

| RFK Stadion, Washington Nézőszám: 52 395 Játékvezető: Puhl Sándor (magyar) |

| 1994. június 23. 16:00 (22:00) |

| Olaszország   | 1–0                         | Norvégia |
| ------------- | --------------------------- | -------- |
| D. Baggio 69' | (0–0) Jegyzőkönyv Részletek |          |

| Giants Stadion, East Rutherford Nézőszám: 74 624 Játékvezető: Hellmut Krug (német) |

| 1994. június 24. 12:30 (18:30) |

| Mexikó         | 2–1                         | Írország     |
| -------------- | --------------------------- | ------------ |
| García 42' 65' | (1–0) Jegyzőkönyv Részletek | Aldridge 84' |

| Citrus Bowl, Orlando Nézőszám: 60 790 Játékvezető: Kurt Röthlisberger (svájci) |

| 1994. június 28. 12:30 (18:30) |

| Olaszország | 1–1                         | Mexikó     |
| ----------- | --------------------------- | ---------- |
| Massaro 48' | (0–0) Jegyzőkönyv Részletek | Bernal 57' |

| RFK Stadion, Washington Nézőszám: 52 535 Játékvezető: Francisco Lamolina (argentin) |

| 1994. június 28. 12:30 (18:30) |

| Írország | 0–0                   | Norvégia |
| -------- | --------------------- | -------- |
|          | Jegyzőkönyv Részletek |          |

| Giants Stadion, East Rutherford Nézőszám: 72 404 Játékvezető: José Torres Cadena (kolumbiai) |

### F csoport
| Hely. | Csapat       | M | Gy | D | V | G+ | G– | Gk | P | Továbbjutás                                |
| ----- | ------------ | - | -- | - | - | -- | -- | -- | - | ------------------------------------------ |
| 1.    | Hollandia    | 3 | 2  | 0 | 1 | 4  | 3  | +1 | 6 | Továbbjutott az egyenes kieséses szakaszba |
| 2.    | Szaúd-Arábia | 3 | 2  | 0 | 1 | 4  | 3  | +1 | 6 | Továbbjutott az egyenes kieséses szakaszba |
| 3.    | Belgium      | 3 | 2  | 0 | 1 | 2  | 1  | +1 | 6 | Továbbjutott az egyenes kieséses szakaszba |
| 4.    | Marokkó      | 3 | 0  | 0 | 3 | 2  | 5  | −3 | 0 |                                            |

| 1994. június 19. 12:30 (18:30) |

| Belgium     | 1–0                         | Marokkó |
| ----------- | --------------------------- | ------- |
| Degryse 11' | (1–0) Jegyzőkönyv Részletek |         |

| Citrus Bowl, Orlando Nézőszám: 61 219 Játékvezető: José Torres Cadena (kolumbiai) |

| 1994. június 20. 19:30 (1:30) |

| Hollandia            | 2–1                         | Szaúd-Arábia |
| -------------------- | --------------------------- | ------------ |
| Jonk 50' Taument 86' | (0–1) Jegyzőkönyv Részletek | Amin 18'     |

| RFK Stadion, Washington Nézőszám: 50 535 Játékvezető: Manuel Díaz Vega (spanyol) |

| 1994. június 25. 12:30 (18:30) |

| Belgium    | 1–0                         | Hollandia |
| ---------- | --------------------------- | --------- |
| Albert 65' | (0–0) Jegyzőkönyv Részletek |           |

| Citrus Bowl, Orlando Nézőszám: 62 387 Játékvezető: Renato Marsiglia (brazil) |

| 1994. június 25. 19:30 (1:30) |

| Szaúd-Arábia                    | 2–1                         | Marokkó     |
| ------------------------------- | --------------------------- | ----------- |
| Al-Jaber 7' (11-esből) Amin 45' | (2–1) Jegyzőkönyv Részletek | Chaouch 26' |

| Giants Stadion, East Rutherford Nézőszám: 76 322 Játékvezető: Philip Don (angol) |

| 1994. június 29. 12:30 (18:30) |

| Belgium | 0–1                         | Szaúd-Arábia  |
| ------- | --------------------------- | ------------- |
|         | (0–1) Jegyzőkönyv Részletek | Al-Owairan 5' |

| RFK Stadion, Washington Nézőszám: 52 959 Játékvezető: Hellmut Krug (német) |

| 1994. június 29. 12:30 (18:30) |

| Marokkó   | 1–2                         | Hollandia            |
| --------- | --------------------------- | -------------------- |
| Nader 47' | (0–1) Jegyzőkönyv Részletek | Bergkamp 43' Roy 77' |

| Citrus Bowl, Orlando Nézőszám: 60 578 Játékvezető: Alberto Tejada Noriega (perui) |

### Harmadik helyezett csapatok sorrendje
| Hely. | Cs | Csapat           | M | Gy | D | V | G+ | G– | Gk | P | Továbbjutás                                |
| ----- | -- | ---------------- | - | -- | - | - | -- | -- | -- | - | ------------------------------------------ |
| 1.    | D  | Argentína        | 3 | 2  | 0 | 1 | 6  | 3  | +3 | 6 | Továbbjutott az egyenes kieséses szakaszba |
| 2.    | F  | Belgium          | 3 | 2  | 0 | 1 | 2  | 1  | +1 | 6 | Továbbjutott az egyenes kieséses szakaszba |
| 3.    | A  | Egyesült Államok | 3 | 1  | 1 | 1 | 3  | 3  | 0  | 4 | Továbbjutott az egyenes kieséses szakaszba |
| 4.    | E  | Olaszország      | 3 | 1  | 1 | 1 | 2  | 2  | 0  | 4 | Továbbjutott az egyenes kieséses szakaszba |
| 5.    | B  | Oroszország      | 3 | 1  | 0 | 2 | 7  | 6  | +1 | 3 |                                            |
| 6.    | C  | Dél-Korea        | 3 | 0  | 2 | 1 | 4  | 5  | −1 | 2 |                                            |

## Egyenes kieséses szakasz
|  |                             |                  |                              |                       |                        |                        |                              |               |               |               |                       |                       |                       |  |  |       |       |       |
|  | Nyolcaddöntők               | Nyolcaddöntők    | Nyolcaddöntők                |                       |                        | Negyeddöntők           | Negyeddöntők                 | Negyeddöntők  |               |               | Elődöntők             | Elődöntők             | Elődöntők             |  |  | Döntő | Döntő | Döntő |
|  | Nyolcaddöntők               | Nyolcaddöntők    | Nyolcaddöntők                |                       |                        | Negyeddöntők           | Negyeddöntők                 | Negyeddöntők  |               |               | Elődöntők             | Elődöntők             | Elődöntők             |  |  | Döntő | Döntő | Döntő |
|  | július 3. – Rose Bowl       |                  |                              |                       |                        |                        |                              |               |               |               |                       |                       |                       |  |  |       |       |       |
|  |                             |                  |                              |                       |                        |                        |                              |               |               |               |                       |                       |                       |  |  |       |       |       |
|  | A1                          | Románia          | 3                            |                       |                        |                        |                              |               |               |               |                       |                       |                       |  |  |       |       |       |
|  | A1                          | Románia          | 3                            | július 10. – Stanford |                        |                        |                              |               |               |               |                       |                       |                       |  |  |       |       |       |
|  | CDE3                        | Argentína        | 2                            |                       |                        |                        |                              |               |               |               |                       |                       |                       |  |  |       |       |       |
|  | CDE3                        | Argentína        | 2                            |                       |                        | Románia                | Románia                      | 2 (4)         |               |               |                       |                       |                       |  |  |       |       |       |
|  | július 3. – Dallas          |                  |                              |                       |                        | Románia                | Románia                      | 2 (4)         |               |               |                       |                       |                       |  |  |       |       |       |
|  |                             |                  | Svédország                   | Svédország            | 2 (5)                  |                        |                              |               |               |               |                       |                       |                       |  |  |       |       |       |
|  | F2                          | Szaúd-Arábia     | Svédország                   | Svédország            | 2 (5)                  | 1                      |                              |               |               |               |                       |                       |                       |  |  |       |       |       |
|  | F2                          | Szaúd-Arábia     |                              |                       |                        | 1                      | július 13. – Pasadena        |               |               |               |                       |                       |                       |  |  |       |       |       |
|  | B2                          | Svédország       | 3                            |                       |                        |                        |                              |               |               |               |                       |                       |                       |  |  |       |       |       |
|  | B2                          | Svédország       | 3                            |                       |                        | Svédország             | Svédország                   | 0             |               |               |                       |                       |                       |  |  |       |       |       |
|  | július 4. – Orlando         |                  |                              |                       |                        | Svédország             | Svédország                   | 0             |               |               |                       |                       |                       |  |  |       |       |       |
|  |                             |                  | Brazília                     | Brazília              | 1                      |                        |                              |               |               |               |                       |                       |                       |  |  |       |       |       |
|  | F1                          | Hollandia        | Brazília                     | Brazília              | 1                      | 2                      |                              |               |               |               |                       |                       |                       |  |  |       |       |       |
|  | F1                          | Hollandia        | július 9. – Dallas           |                       |                        | 2                      |                              |               |               |               |                       |                       |                       |  |  |       |       |       |
|  | E2                          | Írország         | 0                            |                       |                        |                        |                              |               |               |               |                       |                       |                       |  |  |       |       |       |
|  | E2                          | Írország         | 0                            |                       |                        | Hollandia              | Hollandia                    | 2             |               |               |                       |                       |                       |  |  |       |       |       |
|  | július 4. – Stanford        |                  |                              |                       |                        | Hollandia              | Hollandia                    | 2             |               |               |                       |                       |                       |  |  |       |       |       |
|  |                             |                  | Brazília                     | Brazília              | 3                      |                        |                              |               |               |               |                       |                       |                       |  |  |       |       |       |
|  | B1                          | Brazília         | Brazília                     | Brazília              | 3                      | 1                      |                              |               |               |               |                       |                       |                       |  |  |       |       |       |
|  | B1                          | Brazília         |                              |                       |                        | 1                      | július 17. – Pasadena        |               |               |               |                       |                       |                       |  |  |       |       |       |
|  | ACD3                        | Egyesült Államok | 0                            |                       |                        |                        |                              |               |               |               |                       |                       |                       |  |  |       |       |       |
|  | ACD3                        | Egyesült Államok | 0                            |                       |                        | Brazília               | Brazília                     | 0 (3)         |               |               |                       |                       |                       |  |  |       |       |       |
|  | július 5. – East Rutherford |                  |                              |                       |                        | Brazília               | Brazília                     | 0 (3)         |               |               |                       |                       |                       |  |  |       |       |       |
|  |                             |                  | Olaszország                  | Olaszország           | 0 (2)                  |                        |                              |               |               |               |                       |                       |                       |  |  |       |       |       |
|  | E1                          | Mexikó           | Olaszország                  | Olaszország           | 0 (2)                  | 1 (1)                  |                              |               |               |               |                       |                       |                       |  |  |       |       |       |
|  | E1                          | Mexikó           | július 10. – East Rutherford |                       |                        | 1 (1)                  |                              |               |               |               |                       |                       |                       |  |  |       |       |       |
|  | D2                          | Bulgária         | 1 (3)                        |                       |                        |                        |                              |               |               |               |                       |                       |                       |  |  |       |       |       |
|  | D2                          | Bulgária         | 1 (3)                        |                       |                        | Bulgária               | Bulgária                     | 2             |               |               |                       |                       |                       |  |  |       |       |       |
|  | július 2. – Chicago         |                  |                              |                       |                        | Bulgária               | Bulgária                     | 2             |               |               |                       |                       |                       |  |  |       |       |       |
|  |                             |                  | Németország                  | Németország           | 1                      |                        |                              |               |               |               |                       |                       |                       |  |  |       |       |       |
|  | C1                          | Németország      | Németország                  | Németország           | 1                      | 3                      |                              |               |               |               |                       |                       |                       |  |  |       |       |       |
|  | C1                          | Németország      |                              |                       |                        | 3                      | július 13. – East Rutherford |               |               |               |                       |                       |                       |  |  |       |       |       |
|  | ABF3                        | Belgium          | 2                            |                       |                        |                        |                              |               |               |               |                       |                       |                       |  |  |       |       |       |
|  | ABF3                        | Belgium          | 2                            |                       |                        | Bulgária               | Bulgária                     | 1             |               |               |                       |                       |                       |  |  |       |       |       |
|  | július 5. – Foxborough      |                  |                              |                       |                        | Bulgária               | Bulgária                     | 1             |               |               |                       |                       |                       |  |  |       |       |       |
|  |                             |                  | Olaszország                  | Olaszország           | 2                      |                        |                              | Bronzmérkőzés | Bronzmérkőzés | Bronzmérkőzés |                       |                       |                       |  |  |       |       |       |
|  | D1                          | Nigéria          | Olaszország                  | Olaszország           | 2                      | 1                      |                              |               |               | Bronzmérkőzés |                       |                       |                       |  |  |       |       |       |
|  | D1                          | Nigéria          |                              |                       | július 9. – Foxborough | július 9. – Foxborough | július 9. – Foxborough       |               |               |               | július 16. – Pasadena | július 16. – Pasadena | július 16. – Pasadena |  |  |       |       |       |
|  | BEF3                        | Olaszország      | 2                            |                       | július 9. – Foxborough | július 9. – Foxborough | július 9. – Foxborough       |               |               |               | július 16. – Pasadena | július 16. – Pasadena | július 16. – Pasadena |  |  |       |       |       |
|  | BEF3                        | Olaszország      | 2                            |                       |                        | Olaszország            | Olaszország                  | 2             | Svédország    | Svédország    | 4                     |                       |                       |  |  |       |       |       |
|  | július 2. – Washington      |                  |                              |                       |                        | Olaszország            | Olaszország                  | 2             | Svédország    | Svédország    | 4                     |                       |                       |  |  |       |       |       |
|  |                             |                  | Spanyolország                | Spanyolország         | 1                      |                        |                              | Bulgária      | Bulgária      | 0             |                       |                       |                       |  |  |       |       |       |
|  | C2                          | Spanyolország    | Spanyolország                | Spanyolország         | 1                      | 3                      |                              | Bulgária      | Bulgária      | 0             |                       |                       |                       |  |  |       |       |       |
|  | C2                          | Spanyolország    |                              |                       |                        |                        |                              |               |               |               |                       |                       |                       |  |  |       |       |       |
|  | A2                          | Svájc            | 0                            |                       |                        |                        |                              |               |               |               |                       |                       |                       |  |  |       |       |       |
|  | A2                          | Svájc            | 0                            |                       |                        |                        |                              |               |               |               |                       |                       |                       |  |  |       |       |       |

### Nyolcaddöntők
| 1994. július 2. 12:00 (19:00) |

| Németország                 | 3–2                         | Belgium            |
| --------------------------- | --------------------------- | ------------------ |
| Völler 6' 40' Klinsmann 11' | (3–1) Jegyzőkönyv Részletek | Grün 8' Albert 90' |

| Soldier Field, Chicago Nézőszám: 60 246 Játékvezető: Kurt Röthlisberger (svájci) |

| 1994. július 2. 16:30 (22:30) |

| Spanyolország                                          | 3–0                         | Svájc |
| ------------------------------------------------------ | --------------------------- | ----- |
| Hierro 15' Luis Enrique 74' Begiristain 86' (11-esből) | (1–0) Jegyzőkönyv Részletek |       |

| RFK Stadion, Washington Nézőszám: 53 121 Játékvezető: Mario van der Ende (holland) |

| 1994. július 3. 12:00 (19:00) |

| Szaúd-Arábia     | 1–3                         | Svédország                     |
| ---------------- | --------------------------- | ------------------------------ |
| Al-Ghesheyan 85' | (0–1) Jegyzőkönyv Részletek | Dahlin 6' K. Andersson 51' 88' |

| Cotton Bowl, Dallas Nézőszám: 60 277 Játékvezető: Renato Marsiglia (brazil) |

| 1994. július 3. 13:30 (22:30) |

| Románia                     | 3–2                         | Argentína                          |
| --------------------------- | --------------------------- | ---------------------------------- |
| Dumitrescu 11' 18' Hagi 58' | (2–1) Jegyzőkönyv Részletek | Batistuta 16' (11-esből) Balbo 75' |

| Rose Bowl, Pasadena Nézőszám: 90 469 Játékvezető: Pierluigi Pairetto (olasz) |

| 1994. július 4. 12:00 (18:00) |

| Hollandia             | 2–0                         | Írország |
| --------------------- | --------------------------- | -------- |
| Bergkamp 11' Jonk 41' | (2–0) Jegyzőkönyv Részletek |          |

| Citrus Bowl, Orlando Nézőszám: 61 355 Játékvezető: Peter Mikkelsen (dán) |

| 1994. július 4. 12:30 (22:30) |

| Brazília   | 1–0                         | Egyesült Államok |
| ---------- | --------------------------- | ---------------- |
| Bebeto 72' | (0–0) Jegyzőkönyv Részletek |                  |

| Stanford Stadion, Stanford Nézőszám: 84 147 Játékvezető: Joël Quiniou (francia) |

| 1994. július 5. 13:00 (19:00) |

| Nigéria     | 1–2 (h. u.)                           | Olaszország                   |
| ----------- | ------------------------------------- | ----------------------------- |
| Amunike 25' | (1–0, 1–1, 1–2) Jegyzőkönyv Részletek | R. Baggio 88' 102' (11-esből) |

| Foxboro Stadium, Foxborough Nézőszám: 54 367 Játékvezető: Arturo Brizio Carter (mexikói) |

| 1994. július 5. 16:30 (22:30) |

| Mexikó                              | 1–1 (h. u.)                           | Bulgária                          |
| ----------------------------------- | ------------------------------------- | --------------------------------- |
| García Aspe 18' (11-esből)          | (1–1, 1–1, 1–1) Jegyzőkönyv Részletek | Sztoicskov 6'                     |
| Büntetőpárbaj                       |                                       |                                   |
| García Aspe Bernal Rodríguez Suárez | 1–3                                   | Balakov Gencsev Borimirov Lecskov |

| Giants Stadion, East Rutherford Nézőszám: 71 030 Játékvezető: Dzsamál as-Saríf (szíriai) |

### Negyeddöntők
| 1994. július 9. 12:00 (18:00) |

| Olaszország                 | 2–1                         | Spanyolország |
| --------------------------- | --------------------------- | ------------- |
| D. Baggio 25' R. Baggio 88' | (1–0) Jegyzőkönyv Részletek | Caminero 58'  |

| Foxboro Stadium, Foxborough Nézőszám: 53 400 Játékvezető: Puhl Sándor (magyar) |

| 1994. július 9. 14:30 (21:30) |

| Hollandia               | 2–3                         | Brazília                          |
| ----------------------- | --------------------------- | --------------------------------- |
| Bergkamp 64' Winter 76' | (0–0) Jegyzőkönyv Részletek | Romário 53' Bebeto 63' Branco 81' |

| Cotton Bowl, Dallas Nézőszám: 63 500 Játékvezető: Rodrigo Badilla (costa rica-i) |

| 1994. július 10. 12:00 (18:00) |

| Bulgária                   | 2–1                         | Németország             |
| -------------------------- | --------------------------- | ----------------------- |
| Sztoicskov 75' Lecskov 78' | (0–0) Jegyzőkönyv Részletek | Matthäus 47' (11-esből) |

| Giants Stadion, East Rutherford Nézőszám: 72 000 Játékvezető: José Torres Cadena (kolumbiai) |

| 1994. július 10. 12:30 (21:30) |

| Románia                                               | 2–2 (h. u.)                           | Svédország                                           |
| ----------------------------------------------------- | ------------------------------------- | ---------------------------------------------------- |
| Rǎducioiu 88' 101'                                    | (0–0, 1–1, 2–1) Jegyzőkönyv Részletek | Brolin 78' K. Andersson 115'                         |
| Büntetőpárbaj                                         |                                       |                                                      |
| Răducioiu Hagi Lupescu Petrescu Dumitrescu Belodedici | 4–5                                   | Mild K. Andersson Brolin Ingesson R. Nilsson Larsson |

| Stanford Stadion, Stanford Nézőszám: 83 500 Játékvezető: Philip Don (angol) |

### Elődöntők
| 1994. július 13. 16:00 (22:00) |

| Bulgária                  | 1–2                         | Olaszország       |
| ------------------------- | --------------------------- | ----------------- |
| Sztoicskov 44' (11-esből) | (1–2) Jegyzőkönyv Részletek | R. Baggio 21' 25' |

| Giants Stadion, East Rutherford Nézőszám: 74 110 Játékvezető: Joël Quiniou (francia) |

| 1994. július 13. 16:30 (1:30) |

| Svédország | 0–1                         | Brazília    |
| ---------- | --------------------------- | ----------- |
|            | (0–0) Jegyzőkönyv Részletek | Romário 80' |

| Rose Bowl, Pasadena Nézőszám: 91 856 Játékvezető: José Torres Cadena (kolumbiai) |

### Bronzmérkőzés
| 1994. július 16. 12:30 (21:30) |

| Svédország                                      | 4–0                         | Bulgária |
| ----------------------------------------------- | --------------------------- | -------- |
| Brolin 8' Mild 30' Larsson 37' K. Andersson 40' | (4–0) Jegyzőkönyv Részletek |          |

| Rose Bowl, Pasadena Nézőszám: 91 500 Játékvezető: Ali Búdzsszajm (egyesült arab emírségekbeli) |

### Döntő
| 1994. július 17. 12:30 (21:30) |

| Brazília                           | 0–0 (h. u.) | Olaszország                              |
| ---------------------------------- | ----------- | ---------------------------------------- |
|                                    | Jegyzőkönyv |                                          |
| Büntetőpárbaj                      |             |                                          |
| Márcio Santos Romário Branco Dunga | 3–2         | Baresi Albertini Evani Massaro R. Baggio |

| Rose Bowl, Pasadena Nézőszám: 94 194 Játékvezető: Puhl Sándor (magyar) |

| Az 1994-es labdarúgó-világbajnokság győztese |
| -------------------------------------------- |
| · Brazília · 4. cím                          |

## Díjak
- A Legjobb fiatal játékos díját először 2006-ban adták át, a FIFA 1958-ig visszamenőleg megnevezte a díjazottat.

| Aranycipő                        | Ezüstcipő      | Bronzcipő                |
| -------------------------------- | -------------- | ------------------------ |
| Hriszto Sztoicskov Oleg Szalenko | –              | Kennet Andersson Romário |
| 6 gólos                          |                | 5 gólos                  |
| Aranylabda                       | Ezüstlabda     | Bronzlabda               |
| Romário                          | Roberto Baggio | Hriszto Sztoicskov       |
| Lev Jasin-díj                    |                |                          |
| Michel Preud’homme               |                |                          |
| Legjobb fiatal játékos           |                |                          |
| Marc Overmars                    |                |                          |
| FIFA Fair Play-díj               |                |                          |
| Brazília                         |                |                          |
| Legszórakoztatóbb csapat         |                |                          |
| Brazília                         |                |                          |

All-star csapat
| Kapusok            | Védők                                | Középpályások                                      | Csatárok                                  |
| ------------------ | ------------------------------------ | -------------------------------------------------- | ----------------------------------------- |
| Michel Preud’homme | Jorginho Márcio Santos Paolo Maldini | Dunga Kraszimir Balakov Gheorghe Hagi Tomas Brolin | Romário Hriszto Sztoicskov Roberto Baggio |

## Végeredmény

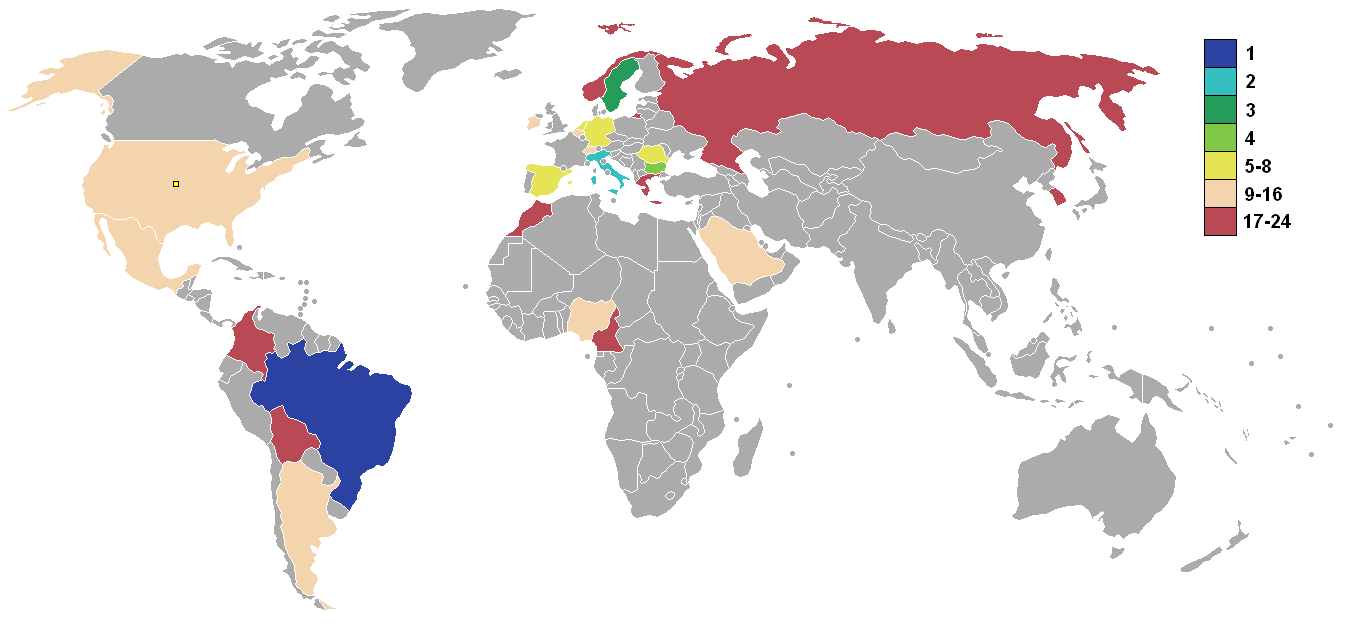
Az 1994-es labdarúgó-világbajnokságon részt vevő országok helyezései